# Europese kampioenschappen powerlifting 2010
De Europese kampioenschappen powerlifting 2010 waren door de European Powerlifting Federation (EPF) georganiseerde kampioenschappen voor powerlifters. De 33e editie van de Europese kampioenschappen vond plaats in de Zweedse stad Köping van 4 tot en met 8 mei 2010.

## Uitslagen

### Heren
| klasse   | Goud               | Zilver            | Brons               |
| -------- | ------------------ | ----------------- | ------------------- |
| -56 kg   | Dariusz Wszola     | Paweł Ośmiałowski | Patrick Constantine |
| -60 kg   | Konstantin Danilov | Etienne Lited     | Dominik Golak       |
| -67,5 kg | Hassan El Belghiti | Dmitry Makarov    | Phillip Richard     |
| -75 kg   | Arkadiy Shalokha   | Alexander Gromov  | Irakli Mdivnishvili |
| -82,5 kg | Andriy Naniev      | Volodymyr Rysyev  | Eugeny Vasyukov     |
| -90 kg   | Andriy Krymov      | Zdravko Sarafimov | Daniele Ghirardi    |
| -100 kg  | Anibal Coimbra     | Andrei Ivanets    | Grzegorz Skowronski |
| -110 kg  | Valeriy Karpov     | Jacek Wiak        | Andrey Shurbenkov   |
| -125 kg  | Viktor Testsov     | Andrey Drachev    | Oleksandr Shepel    |
| +125 kg  | Daniel Grabowski   | Milan Spingl      | Kenneth Sandvik     |

### Dames
| klasse   | Goud                  | Zilver                | Brons               |
| -------- | --------------------- | --------------------- | ------------------- |
| -48 kg   | Raija Jurkko          | Anastasiya Derevyanko | Sanna Apuli         |
| -52 kg   | Oksana Chumak         | Kadriya Murtazina     | Leena Jokitalo      |
| -56 kg   | Anna Komlaeva         | Mervi Rantamaki       | Vita Abdulina       |
| -60 kg   | Tetyana Akhmamyetyeva | Kira Pavlovskaya      | Josephine Werngren  |
| -67,5 kg | Antonietta Orsini     | Johanna Kankus        | Magdalena Jablinska |
| -75 kg   | Lelyzaveta Byruk      | Inger Blikra          | Ankie Timmers       |
| -82,5 kg | Olena Kozlova         | Riika Ylitalo         | Nadezda Sindikas    |
| -90 kg   | Ielja Strik           | Agnes Szabo           | Monika Kromek       |
| +90 kg   | Olga Gemaletdinova    | Inna Orobets          | Katariina Nokua     |